# Mülenen
Mülenen ist ein kleiner Ort auf 692 m ü. M. im Kandertal im Schweizer Kanton Bern. Die Strasse entlang dem Suldbach trennt den Ort und ist zugleich die Gemeindegrenze zwischen Reichenbach im Kandertal und Aeschi bei Spiez. Mülenen liegt an der Lötschberglinie im Berner Oberland. Vom Dorf aus führt die Niesenbahn auf den Niesen.

## Geschichte und Archäologie
In Mülenen standen die mittelalterliche Burg Mülenen und eine Letzimauer, die quer durch das Tal verlief. Letztere wurde 1990 und 1995 vom archäologischen Dienst des Kantons Bern freigelegt und konserviert. Im Sodbrunnen der Burg fand sich unter anderem eine mittelalterliche Schachfigur aus Holz mit reicher Verzierung.
Die Sperrstelle Mülenen aus dem Zweiten Weltkrieg gilt als militärhistorisches Denkmal von regionaler Bedeutung.

## Persönlichkeiten
- Jakob Paul Gillmann (* 25. April 1953), Schriftsteller

## Bilder

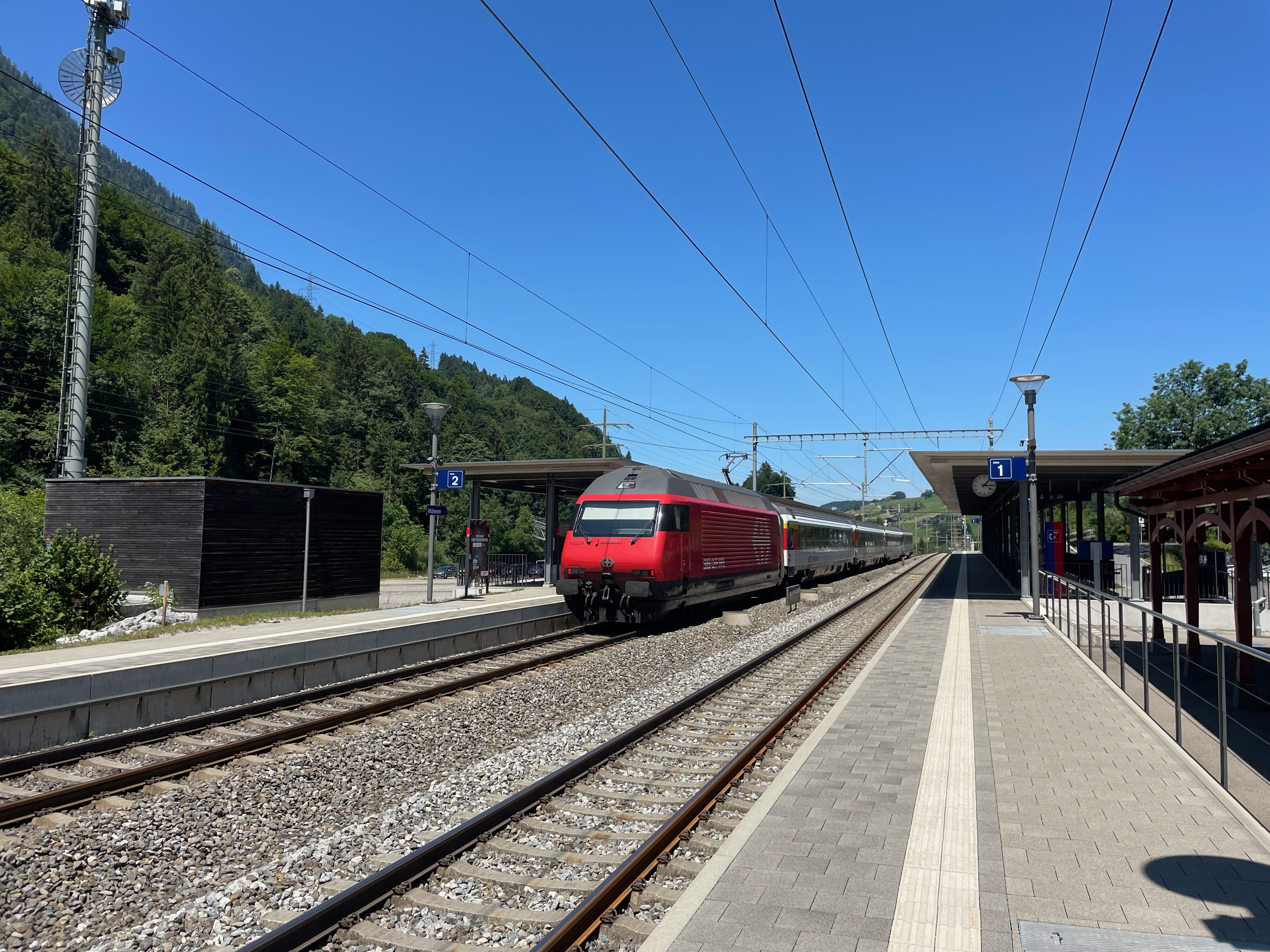
Bahnhof Mülenen
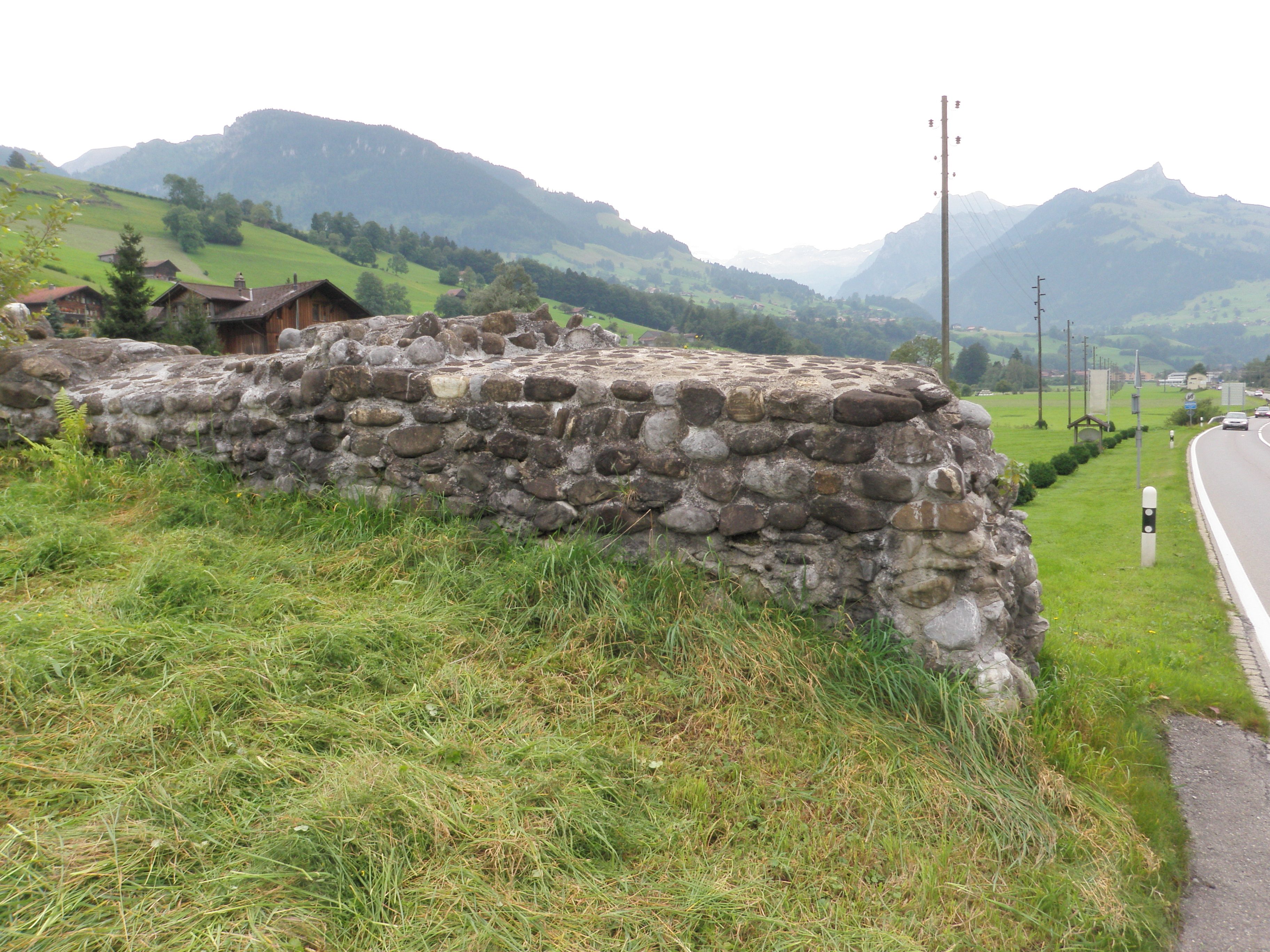
Letzimauer bei Mülenen
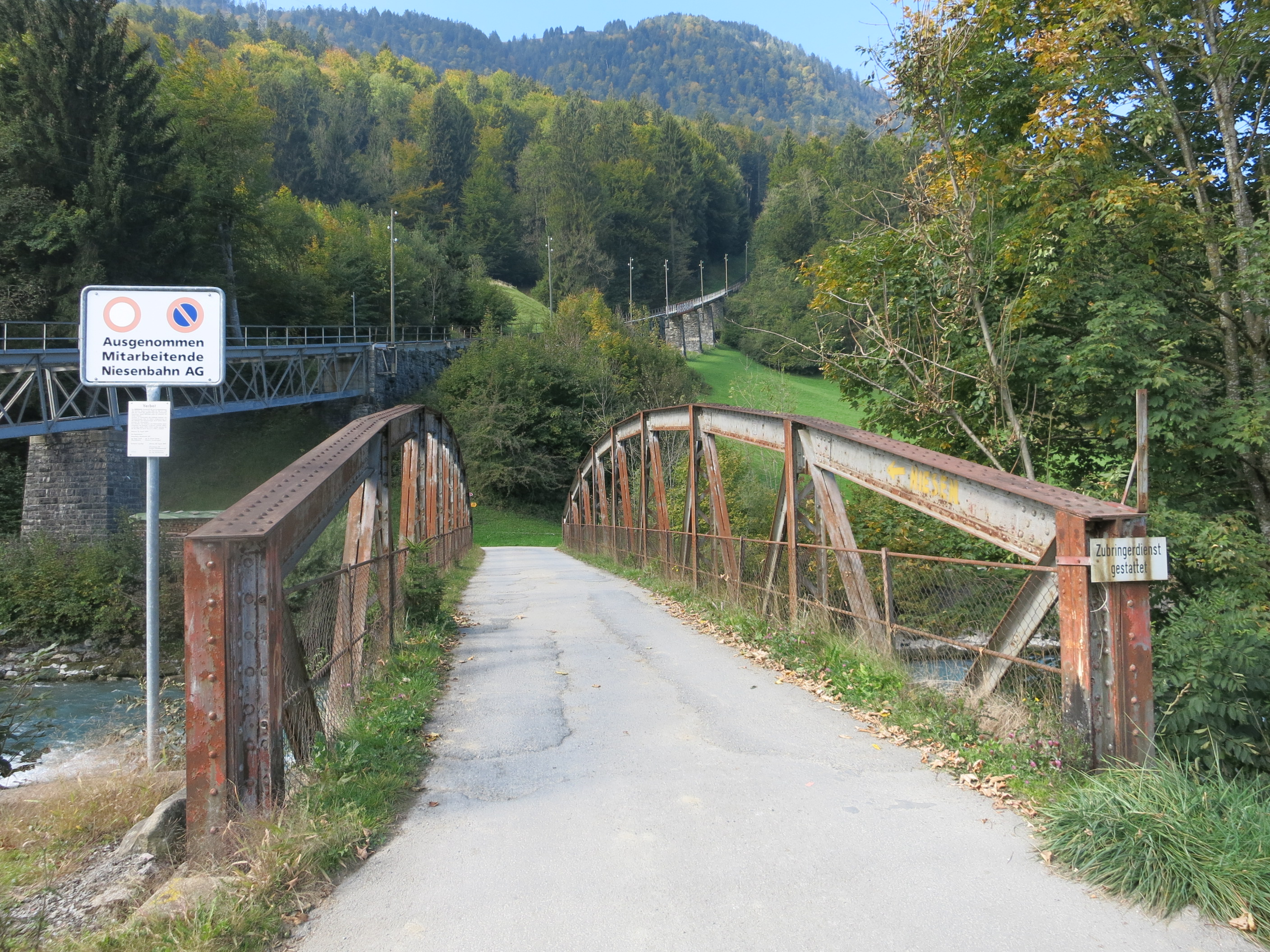
Brücke über die Kander